# Lepturges sejunctimacula
Lepturges sejunctimacula är en skalbaggsart som beskrevs av Bates 1881. Lepturges sejunctimacula ingår i släktet Lepturges och familjen långhorningar.
Artens utbredningsområde är:
- Guatemala.
- Honduras.
- Nicaragua.
- Panama.

Inga underarter finns listade i Catalogue of Life.